# The Oregonian Building
The Oregonian Building era un edificio de gran altura en el centro de Portland, en el estado de Oregón (Estados Unidos). Sirvió como sede del principal periódico de Portland, The Oregonian, desde 1892 hasta 1948. Fue el primer edificio con estructura de acero construido en el Oeste de Estados Unidos, y desde su inauguración hasta 1911 fue el edificio más alto de la ciudad. Además de las oficinas del periódico y la imprenta, en 1922 se convirtió en la sede de la primera estación de radio comercial de Portland, KGW, que era propiedad de Oregonian Publishing Company. El periódico adquirió una segunda estación de radio, KEX, en 1933 y se unió a KGW en nuevos estudios compartidos en The Oregonian. Un incendio en 1943 obligó a trasladar las estaciones de radio. La empresa vendió el edificio en diciembre de 1947 mientras se preparaba para mudarse a un edificio más grande. En junio de 1948, el periódico se mudó a un nuevo edificio en Southwest Broadway, también llamado Oregonian Building. El edificio de 1892 con la emblemática torre del reloj permaneció vacío durante unos dos años hasta que fue demolido en 1950.

## Historia y descripción
The Oregonian comenzó a publicarse en 1850, y en 1878 su oficina e instalaciones de impresión se mudaron a un edificio de ladrillos entonces nuevo en la intersección de las calles Front y Stark. Ese edificio y su predecesor de madera se denominaron Edificio Oregonian, durante sus períodos como sede del periódico, y este patrón continuó con los edificios sucesores. En 1890, la Oregonian Publishing Company comenzó la construcción de un edificio de sede mucho más grande, para dar cabida a la continua expansión del periódico. El nuevo edificio Oregonian estaba ubicado en la intersección de las calles Southwest Sixth y Alder, en la esquina noroeste. La parte principal de nueve pisos del edificio tenía 41 m de alto, pero extendiéndose por otros 18,2 m por encima había una torre con un área de piso más pequeña y un gran reloj (con caras en los cuatro lados) sobre el piso 11. La altura total del edificio de 59 m la convirtió en la estructura más alta de Portland, una distinción que conservó hasta la finalización del Yeon Building en 1911. Fue "el primer rascacielos con Steel Framing al oeste de Chicago " cuando se construyó. Su huella era 30,5 x 30,5 m, y contenía aproximadamente 9 m²  de superficie útil, incluyendo el sótano pero no la torre.
El edificio fue diseñado por James W. Reid y Merritt J. Reid, de la firma Reid Brothers. Otto Kleeman se desempeñó como arquitecto consultor. El diseño fue neorrománico, con toques de estilo románico richardsoniano. Sobre el reloj había "un campanario abierto con balcones", donde se ubicaban las campanas del reloj. El reloj fue hecho por E. Howard & Co. y costó 1845 dólares. Los dos primeros pisos fueron revestidos con piedra arenisca roja de Arizona y los pisos de arriba estaban cubiertos de ladrillo color ante y terracota. La entrada principal, en la calle Alder, se terminó con mármol rosa claro, y el interior hizo un uso extensivo de mármol blanco italiano en el primer piso y la escalera principal.
El periódico trasladó a la mayoría de su personal al nuevo edificio a mediados de enero de 1892, pero algunos departamentos utilizaron ubicaciones temporales dentro del edificio, ya que el interior no se terminó hasta unos meses después, y el último trabajo en los pisos superiores no se completaron hasta 1893. Se instalaron prensas de impresión nuevas y más modernas, fabricadas por R. Hoe & Company, en el sótano, por lo que no hubo necesidad de trasladar las prensas de la antigua ubicación. Después de la finalización del edificio, parte del espacio se puso a disposición para alquilar a otras empresas. Los inquilinos incluían una farmacia, una zapatería, una sastrería, una óptica y una barbería, junto con oficinas de firmas profesionales como Equitable Life Assurance Company. Cuando se inauguró, el sitio estaba bien al oeste del distrito comercial central, pero en unas pocas décadas, la expansión del centro de la ciudad había desplazado el centro hacia el oeste.

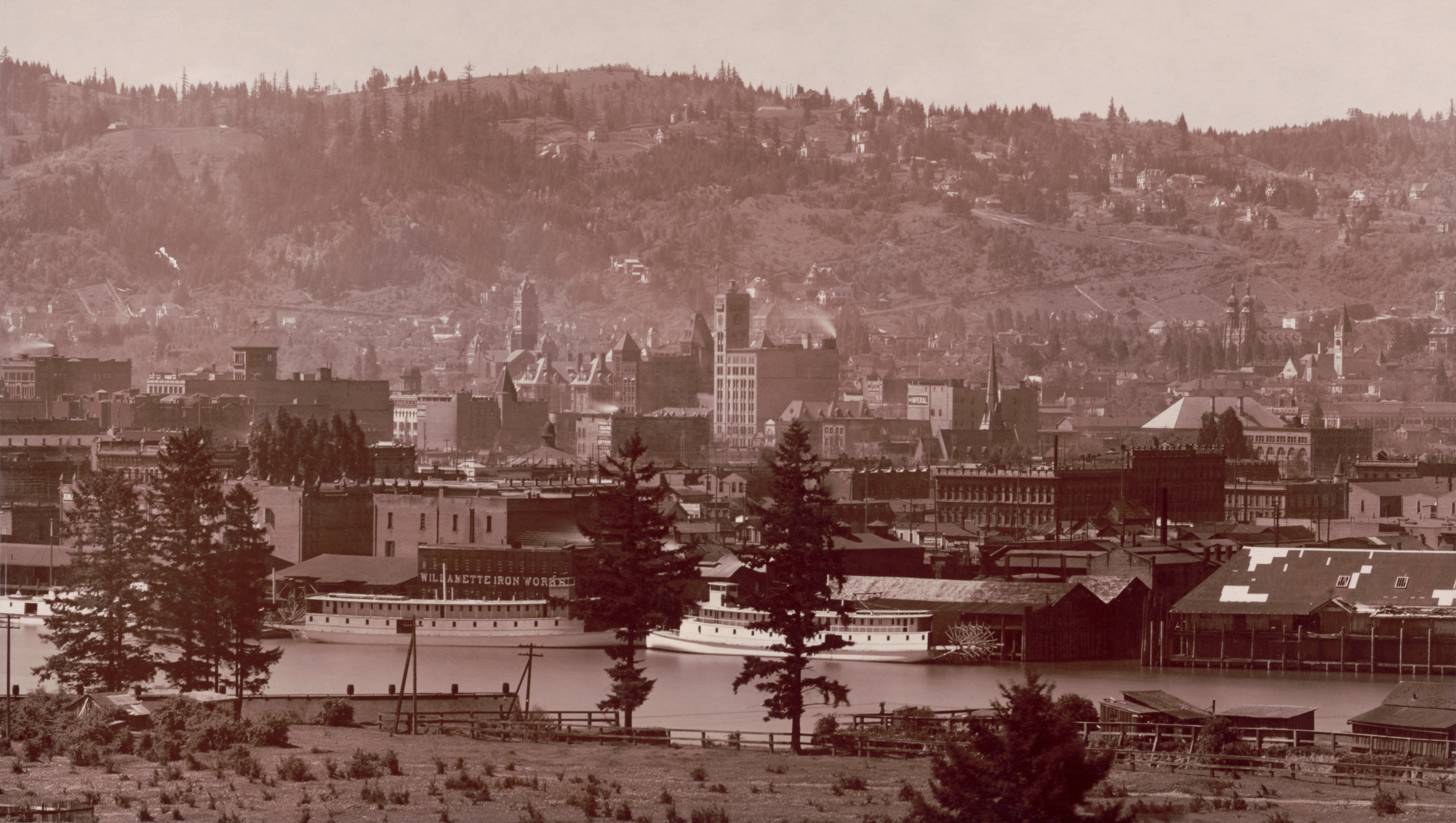
El skyline del centro en 1898, con el edificio Oregonian en el centro

Desde octubre de 1892 hasta junio de 1902, la estación meteorológica oficial del Departamento de Agricultura para Portland estuvo ubicada en el edificio Oregonian. El Servicio Meteorológico Nacional estaba en la torre del edificio y fue el primer ocupante de esa parte del Edificio Oregonian.
Además del periódico The Morning Oregonian, el Oregonian también era propietario del Evening Telegram, y ese periódico se publicó desde el edificio de 1892 hasta que la empresa lo vendió en 1914 a Wheeler Brothers. El edificio Oregonian perdió su condición de edificio más alto de Portland en 1911, cuando se completó el Yeon Building de 60,4 m.
Una joyería, Jaeger Brothers, que había ocupado una parte de la planta baja fue desplazada a principios de la década de 1920 cuando el periódico necesitaba espacio para una nueva imprenta de tres pisos fabricada por Goss, que entró en uso en 1923. En 1930, un enorme letrero de neón de 27 m alto por 4 m de ancho y que decía "The Oregonian" estaba adjunto al edificio, en la esquina de las calles Sixth y Alder. El fabricante del letrero, Electrical Products Corporation, de Los Ángeles, expresó la creencia de que era el más grande de su tipo en todo Estados Unidos.

## Radio KGW y KEX
En 1922, Oregonian Publishing Company lanzó la primera estación de radio comercial de Portland con transmisión regular, KGW (620 AM). Fue el primer periódico de la Costa Oeste de los Estados Unidos en poseer y operar su propia estación de radio. Los estudios de transmisión estaban ubicados en el piso 11, en la torre del edificio, y el transmisor estaba en el piso 13, sobre el gran reloj. La primera transmisión de prueba se realizó el 23 de marzo de 1922, y la transmisión regular comenzó el 25 de marzo. Inicialmente, las antenas estaban unidas al asta de bandera de 60 pies sobre el techo del edificio, pero más tarde ese mismo año, la estación actualizó su señal con equipos más grandes y potentes. En octubre, un 26,2 m se erigió una torre de antena encima de la torre del edificio, y una torre de 29,9 m se erigió una torre en lo alto del cercano Northwestern National Bank Building, y la antena de KGW se conectó a un cable que conectaba las dos torres de la azotea. En febrero de 1926, KGW se mudó del piso 11 a estudios más grandes construidos en los pisos 7 y 8.
En 1933, el periódico adquirió la estación de radio KEX y la trasladó al edificio Oregonian en 1934. En ese momento, era la estación de radio más poderosa de Oregón, transmitiendo a 5000 vatios. Se mudó al séptimo piso, compartiendo espacio con KGW. Ambas estaciones estaban afiliadas a NBC en ese momento. Los estudios de transmisión fueron destruidos en un incendio en 1943. Ambas estaciones se trasladaron a otros edificios, a excepción del transmisor. Nunca regresaron al antiguo Edificio Oregonian, aunque en 1948 KGW, que todavía era propiedad del periódico en ese momento, regresó a un Edificio Oregonian, ya que se le asignaron estudios en el edificio del mismo nombre que reemplazó el hito de 1892.

## Vacaciones y demolición
En 1892, la circulación del periódico era de solo 13 000 ejemplares para la edición diaria, 16 000 los domingos, pero en 1940 la circulación diaria había aumentado a 138 472 entre semana y 167 210 los domingos. The Oregonian nuevamente había superado su espacio y la compañía comenzó a planificar un nuevo edificio en 1944. Al igual que con la mudanza de 1892, esta reubicación también brindó la oportunidad de actualizar a un modelo más nuevo de imprenta, una de mayor capacidad fabricada por R. Hoe & Company.
El nuevo edificio Oregonian de 1948 estaba ubicado siete cuadras al sur del anterior, frente al suroeste de Broadway y llenando una cuadra entera de la ciudad delimitada por las calles Broadway, Jefferson y Columbia, y la 6th Avenue. Veintidós años antes, la mansión del destacado hombre de negocios de Portland y exalcalde William S. Ladd había ocupado el sitio, hasta que fue demolida en 1926. El personal del periódico se mudó al nuevo edificio en junio de 1948, y la nueva imprenta se puso en funcionamiento el 7 de junio de 1948. Había 842 empleados de The Oregonian trabajando en el antiguo edificio en el momento de la mudanza a los nuevos barrios en Broadway. El gran reloj del antiguo Oregonian Building se apagó el 30 de julio de 1948 y nunca se reanudó.
El edificio y el terreno fueron vendidos en diciembre de 1947 en 800 000 dólares, a una empresa de inversión y desarrollo comercial con sede en Los Ángeles, Store Properties, Inc. Sin embargo, después de que el periódico y otros inquilinos se mudaran, el edificio quedó vacío y en 1950 sus nuevos propietarios decidieron demolerlo. La demolición tomó seis meses y se completó en noviembre de 1950. En 1951, se construyó un edificio comercial minorista de dos pisos en el sitio.
El gran reloj de la torre se vendió a un ingeniero que lo trasladó al Universidad Estatal de Oregón y lo usó como herramienta de enseñanza, pero a fines de la década de 1950 el reloj había regresado a Portland y se unió a la colección del Museo de Ciencia e Industria de Oregón. Todavía estaba en la colección de OMSI en enero de 2019, pero recientemente (en diciembre de 2018) se retiró de la exhibición de larga data en el Turbine Hall del museo.